# Lijst van spelers van FC Emmen
Dit is een lijst van voetballers die minimaal één officiële wedstrijd hebben gespeeld in het eerste elftal van de Nederlandse betaaldvoetbalclub FC Emmen of Emmen.

## A
- Luka Adžić
- Alami Ahannach
- Sofian Akouili
- Tony Alberda
- Junior Albertus
- Elson do Rosario Almeida
- Anmar Almubaraki
- Jeffrey Androg
- Pelé van Anholt
- Jeremy Antonisse
- Mitch Apau
- Miguel Araujo
- Roelof Arends
- Tonnie Arends
- Jafar Arias
- Alfons Arts
- Jasin-Amin Assehnoun
- Deniz Aslan
- Norair Aslanyan
- Donis Avdijaj
- Oussama El Azzouzi

## B
- Hassan Bai Kamara
- Alaa Bakir
- Said Bakkati
- Nick Bakker
- Alexander Bannink
- Josip Barić
- Etienne Barmentloo
- Aladji Barrie
- Kiran Bechan
- Pedro Beda
- Roy Beers
- Matthieu Bemba
- Hilal Ben Moussa
- Ruud Berger
- Roland Bergkamp
- Arjen Bergsma
- Lucas Bernadou
- Edgar Bernhardt
- Jan-Niklas Beste
- Vicente Besuijen
- Mark Bevaart
- Peet Bijen
- Glenn Bijl
- Jurjen Bijleveld
- Teun Bijleveld
- Emil Bijlsma
- Mario Bilate
- Jean-Paul van Bilsen
- Mounir Biyadat
- Arjan Blaauw
- Steven de Blok
- Claus Boekweg
- Jan-Rolf Boer
- Gijs Bolk
- Christy Bonevacia
- Ebel Bos
- Henk Bos
- Patrick Bosch
- Martijn Bosman
- Mohamed Bouchouari
- Jason Bourdouxhe
- Danny Bouws
- Mehmet Boztepe
- Sven Braken
- Jeffrey Brammer
- Ronald Breinburg
- Bas van den Brink
- Steve van den Broek-Humphrey
- Frank Broers
- Michael Brouwer
- Patrick Brouwer
- Peter Brouwer
- Willem Brouwer
- René Bruins
- Joop Brunsting
- DJ Buffonge
- Lorenzo Burnet
- Erwin Buurmeijer

## C
- Freddy ten Caat
- Lentini Caciano
- Rodney Cairo
- Giuseppe Canale
- Timothy Cathalina
- Luciano Carty
- Caner Cavlan
- Michael Chacón
- Tjaronn Chery
- Antonio Correia

## D
- Thijs Dallinga
- Sander Danes
- Erixon Danso
- Frits Dantuma
- Jouke Dantuma
- Oussama Darfalou
- Jordy van Deelen
- Robin Demeijer
- Hans Denissen
- Dirk Jan Derksen
- Boy Deul
- Mark Diemers
- Danny van Dijk
- Sergio van Dijk
- Marinus Dijkhuizen
- Julius Dirksen
- Barry Ditewig
- Erwin Doorn
- Rob Doornbos
- Bas Dost
- Richard Douwes
- Martin Drent
- Leo Driebergen
- Dennis van den Driessche

## E
- Yannick Eduardo
- Harold Eijkelkamp
- Erik Eleveld
- Eser Elmali
- Gertho Elzenaar
- Cor Elzinga
- Wilfried Elzinga
- Vasileios Emmanouil
- Kjelt Engbers
- Agil Etemadi
- Franck Evina

## F
- Jouke Faber
- Rutger Feijer
- Robert Fik
- Sander Fischer
- Niels Fleuren
- Kerim Frei
- Morten Friis Jensen
- Grads Fühler
- Jeroen Fühler
- Nino Furfaro

## G
- Jeremy Gall
- Theo Gennissen
- Tamas German
- Tim Geypens
- Reza Ghoochannejhad
- Paul Gladon
- Gill Göbel
- Ferhat Görgülü
- Kevin Görtz
- Detlef Le Grand
- Denis Granečný
- Bart Griemink
- Stef Gronsveld
- Bart de Groot
- Donny de Groot
- Indy Groothuizen
- René Grummel
- Metehan Güçlü
- Raymond Gyasi

## H
- Jan Haak
- Marco de Haan
- Erik Haandrikman
- Robbie Haemhouts
- Arjen Hagenauw
- Arsenio Halfhuid
- Faris Hammouti
- Jeff Hardeveld
- Mickey van der Hart
- Ben Haverkort
- Jalen Hawkins
- Omran Haydary
- Marc Hegeman
- Ruud ter Heide
- Antti Heinola
- Jacob Heins
- Jorn Hekkert
- Michiel Hemmen
- Matthijs Hensens
- Wouter van den Herik
- Michaël Heylen
- Tom Hiariej
- Jeredy Hilterman
- Ale Hindriks
- Jan Hoek
- Jan Hoekstra
- Danny Hoesen
- Bradly van Hoeven
- Willem Hofrogge
- Peter Hofstede
- Geert Hoiting
- Berry Hoogeveen
- Jordi Hoogstrate
- Xander Houtkoop
- Jasper Huijzer
- Kai Huisman
- Robin Huisman de Jong
- Laurens Huizenga
- Matthieu Huizenga
- Willem Huizing
- Edwin Huizinga
- Enzo Huntink
- Pascal Huser

## I
- Dennis Iliohan
- Silvan Inia

## J
- Gaby Jallo
- Ruud Jalving
- Anco Jansen
- René Jansen
- Edwin Jipping
- Kristoffer Johannsen
- Matías Jones
- Ferdy de Jonge
- Jan de Jonge
- Ronald de Jonge
- Renaldo Jongebloet
- Anton Jongsma
- Marcio Junqueira

## K
- Joël van Kaam
- Julius Kade
- Issa Kallon
- Maurice Kampman
- Martijn Kamps
- Rob Kaptein
- Frank Karreman
- Yurtcan Kayis
- Marcel Keizer
- Rachid El Khalifi
- Reda Kharchouch
- Maikel Kieftenbeld
- Gersom Klok
- Gerard Kocks
- Mike Koenders
- Arold Klouwen
- Marko Kolar
- Marnix Kolder
- Rob Kollen
- Joey Konings
- Leo Koopal
- Albert Koops
- Dick Kooijman
- Dick Koster
- Leo Koswal
- Markus Kranz
- Dick Kroezen
- Rogier Krohne
- Michael van der Kruis
- Edwin de Kruyff
- Nick Kuipers
- Johan Kulhan
- Jorrit Kunst
- Derre Kwee

## L
- Soufiane Laghmouchi
- Chardi Landu
- Maurilio de Lannoy
- Said Larossi
- Didier La Torre
- Nikolai Laursen
- Lázaro
- Brian Leepel
- Michael de Leeuw
- Niki Leferink
- Leonardo dos Santos Silva
- Erwin Leurink
- André van der Leij
- Mart Lieder
- Josimar Lima
- Patrick Lip
- Mika Lipponen
- Antoine van der Linden
- Callum Little
- Youri Loen
- Andrej Lukić
- Arnaud Luzayadio

## M
- Robert Maaskant
- Elzo Maat
- Viktor Maier
- Miloš Malenović
- Stan van Manen
- Jurjan Mannes
- Daniël Manning
- Wouter Marinus
- Michael Martin
- Quenten Martinus
- Tim Matavž
- Kelvin Maynard
- Mauricio Mazzetti
- Marko Meerits
- Thiemo Meertens
- Ginus Meijerink
- Henri Meijerman
- Rui Mendes
- Danny Menting
- Ahmed El Messaoudi
- Shkodran Metaj
- Francisco Metz
- Rudy Metz
- Mourad Mghizrat
- Theo Migchelsen
- Leonel Miguel
- Cendrino Misidjan
- Radovan Mitrović
- Kevin Mooibroek
- Michal Mravec
- Jan Mulder
- Justin Mulder
- Pascal Mulder

## N
- Edu Nandlal
- Nico Neidhart
- Jan Hendrik Niemeijer
- Reuven Niemeijer
- René Nijgh
- Erwin Nijhuis
- Gerd Nögel
- René Notten
- Kelian Nsona
- Djenahro Nunumete
- Mika Nurmela

## O
- Eric Oelschlägel
- Frank Olijve
- Regilio O'Niel
- Peter van Ooijen
- Tristan Ooms
- Berend Oosting
- Bouke Oosting
- Joseph Oosting
- Michel van Oostrum
- Rahim Ouédraogo
- Tom Overtoom

## P
- Fernando Pacheco
- Dave Padding
- Jens Pahlke
- Marcel Pannekoek
- Sjors Paridaans
- Piotr Parzyszek
- Desevio Payne
- Lee Payne
- Nicklas Pedersen
- Ignas Peek
- Henry Pelleboer
- Luis Pedro
- Sergio Peña
- Cas Peters
- Lowie Piebes
- Marcel Piesche
- Rik Platvoet
- Michel Poldervaart
- Jan Postma
- Maarten Pouwels
- Edwin Prins
- Lesmond Prinsen

## Q
- Freddy Quispel
- Joost Quispel

## R
- Jan van Raalte
- Michel Ratuohaling
- Barry Reijs
- Derian Reinders
- Leandro Resida
- Torben Rhein
- Ricardo van Rhijn
- Jean-Pierre Rhyner
- Niek Ripson
- Adrian Rogulj
- Eldridge Rojer
- Ole Romeny
- Ruben Roosken
- Jarno Rötgers
- Jelle ten Rouwelaar
- Sander Rozema
- Wesley de Ruiter

## S
- Edward Sabandar
- Agon Sadiku
- Michiel Sanders
- Gerrie Schaap
- Niels van der Scheer
- Berry Schepers
- Herman Scherpen
- Kjell Scherpen
- Bjorn Schimmelpenning
- Melchior Schoenmakers
- Henk Schokker
- Oebele Schokker
- Ben Scholte
- Dennis Schomaker
- Jesse Schotman
- Robin Schouten
- Jacob Schuiling
- Gerard Schreuder
- Bertus Strating
- Ernesto Seymonson
- Qays Shayesteh
- Bas Sibum
- Sekou Sidibe
- Tim Siekman
- Wieger Sietsma
- Jan Sikkenga
- Romano Sion
- Luciano Slagveer
- Kian Slor
- Rick Slor
- Roel Smand
- Jorrit Smeets
- Gerry Snip
- Jorginho Soares
- Ernst Söllner
- Leon Sopić
- Cees Spaans
- Manfred Specken
- Rick Spekken
- Karel Spitsbaard
- Marijn Sterk
- Richard Stolte
- Wiebren van Stralen
- Jens Jurn Streutker
- Roy Stroeve
- Easah Suliman
- Antti Sumiala

## T
- Stanley Tailor
- Dennis Telgenkamp
- Alfred Tent
- Brian Tevreden
- Simon Tibbling
- Gerben Tieltjes
- Edwin Timmer
- Vladimir Tortevski
- Azzeddine Toufiqui
- Oguzhan Türk
- Yannis Tzelepis

## U
- Desley Ubbink
- Filip Ugrinic
- Luca Unbehaun
- Peter Uneken

## V
- Ruslan Valeev
- Joos Valgaeren
- Keziah Veendorp
- Kay Velda
- Erik van Veldhuizen
- Jeroen Veldmate
- Mark Veldmate
- Frank Veldwijk
- Erik van der Ven
- Tede Venema
- Michael Verrips
- Geoffrey Verweij
- Thomas Villadsen
- Jeffrey de Visscher
- Peter van der Vlag
- Jari Vlak
- Joris Voest
- Wim Volkerink
- Leon Vonk
- Rick ten Voorde
- Dennis Vos
- Wim Vos
- Robbert de Vos
- Erik Voskuil
- Niek Vossebelt
- Guus de Vries
- Johnny de Vries
- Pascal de Vries
- Raymond de Vries
- Reinier de Vries

## W
- Walter Waalderbos
- Fridolin Wagner
- Wesley Wakker
- Gerben van der Weerd
- Paul Weerman
- Wout Weghorst
- Kees van der Weide
- Harold Wekema
- René Wessels
- Robert van Westerop
- Kristian Westerveld
- Mark Wever
- Felix Wiedwald
- Nande Wielink
- Mike te Wierik
- Johan Wigger
- Mark Wiggers
- Marvin Wijks
- John van den Wildenberg
- Ulrich Wilson
- Matthew Wiltshire
- Yannick de Wit
- Rudy Witvoet
- Bart Woering
- Jannes Wolters
- Randy Wolters
- Rudy Woltinge
- Wessel Woortman
- Rutger Worm

## Y
- George Younan

## Z
- Género Zeefuik
- Marc Zegerius
- Mark Zegers
- Harm Zeinstra
- Sieme Zijm
- Angelo Zimmerman
- Richairo Živković
- Raymond Zuidema
- Bert Zuurman
- Jan Zwiers
- Berry Zwikker
- Björn Zwikker